# Fabrizio Meoni
Fabrizio Meoni (Castiglion Fiorentino, Arezzo, Italia, 31 de diciembre de 1957-Kiffa, Mauritania 11 de enero de 2005) fue un piloto de motociclismo de rally raid italiano. Ganó dos veces el Rally Dakar en 2001 y 2002, con el equipo KTM, cuatro veces el Rally de los Faraones y cuatro veces el Rally de Túnez. Asimismo, obtuvo la Copa del Mundo de Rally Raids de 2000.
Meoni murió con 47 años mientras competía en el Rally Dakar 2005 al caer de su motocicleta y sufrir un paro cardiaco.

## Biografía
Apodado El africano, estuvo casado con Elena teniendo como hijo a Gioele.
En 1990, participa con una KTM 500, de dos tiempos, en el Rally de Túnez. Era su primera experiencia en el desierto, pese a lo cual Meoni fue siempre en las primeras posiciones hasta la última etapa, cuando una caída le produjo una luxación de clavícula.
Entonces se empezó a preparar lo que él mismo definió ya entonces como su "gran sueño": el Rally Dakar. Dos años después cumplió su sueño y tomó parte en la Dakar con una Yamaha XTZ660 de serie. Terminó el desafió, ocupó la duodécima plaza y fue el primero de los pilotos privados. Ese año, asimismo, acabó tercero en el de los Faraones. Ganar el Dakar ya se convirtió en su gran obsesión.
Tras haber ganado en Túnez (1997, 2000) y en Egipto (1998, 1999 y 2000) -las otras dos grandes clásicas del desierto africano-, lo consiguió en 2001, cuando a los mandos de una KTM conquistó por vez primera el París-Dakar. Un año redondo ya que, asimismo, se hizo con el Rally de Túnez y el de Egipto.
Meoni repitió triunfo al año siguiente en el París-Dakar y ya empezó a pensar en no participar más en la durísima cita africana. Pero África le volvió a llamar y en 2003, estuvo en la línea de salida y de llegada, acabando en la tercera plaza.
También tomó parte en la edición 2004, dominada por el español Nani Roma. Y a su vuelta anunció su retirada del Dakar. Pocos le creyeron, pues era sabido su amor por esta prueba. Durante unos meses se mantuvo en sus trece, dijo que no volvería. Pero como era lógico, de nuevo sufrió la llamada de África, dio marcha atrás y anunció que iba a participar en el Barcelona-Dakar 2005, que debía ser, en verdad, su última participación.

## Muerte
Una prueba de la que, tras haberla conquistado en la categoría de motos en los años 2001 y 2002, se había intentado alejar, llegando a anunciar en varias ocasiones su retirada.
El deseo de Meoni era retirarse con el triunfo. En las diez etapas disputadas estuvo en los primeros lugares, lideró la prueba unos días y a la línea de salida de su última etapa se presentó como segundo clasificado, a 9'13" del líder, el francés Cyril Despres.
Pero el 11 de enero de 2005 por la mañana, un día después de la muerte del español José Manuel Pérez y tras una caída, Meoni sufrió un paro cardiaco cuando acababa de superar el segundo punto de paso de la especial. Durante cuarenta y cinco minutos se le intentó reanimar con masajes cardiacos, pero todo resultó vano. Falleció a los pocos días de haber cumplido 47 años.
Meoni se convertía en la cuadragésima sexta víctima del Dakar en los veintisiete años de vida de la prueba.

## Palmarés
- Vencedor del Rally Dakar en 2001 y 2002. (3.º en 1994 y 2003)
- Vencedor del Rally de Túnez en 1997, 2000, 2001 y 2003
- Vencedor del Rally de los Faraones en 1998, 1999, 2000 y 2001
- Vencedor del Abu Dhabi Desert Challenge en 1999
- Vencedor del Rally Incas en 1990
- Vencedor de la Copa del Mundo de Rally Raids en 2000

## Resultados

### Rally Dakar
| Años    | Categoría | Marca  | Posición | Victorias de etapa |
| ------- | --------- | ------ | -------- | ------------------ |
| 1992    | Motos     | Yamaha | 12.º     | -                  |
| 1994    | Motos     | Honda  | 3.º      | -                  |
| 1995    | Motos     | Honda  | 4.º      | -                  |
| 1996    | Motos     | KTM    | 33.º     | 3                  |
| 1997    | Motos     | KTM    | Ret.     | -                  |
| 1998    | Motos     | KTM    | 2.º      | 2                  |
| 1999    | Motos     | KTM    | 10.º     | 1                  |
| 2000    | Motos     | KTM    | Ret.     | -                  |
| 2001    | Motos     | KTM    | 1.º      | -                  |
| 2002    | Motos     | KTM    | 1.º      | 2                  |
| 2003    | Motos     | KTM    | 3.º      | 2                  |
| 2004    | Motos     | KTM    | 6.º      | 2                  |
| 2005    | Motos     | KTM    | QEPD     | 1                  |
| Fuente: |           |        |          |                    |